# Cylindrobulla beauii
Cylindrobulla beauii is een slakkensoort uit de familie van de Cylindrobullidae. De wetenschappelijke naam van de soort is voor het eerst geldig gepubliceerd in 1857 door P. Fischer.